# Wilhelm von Gutmann
Pour les articles homonymes, voir Gutmann.
Wilhelm Isaak Wolf, Ritter von Gutmann (né le 18 août 1826 à Lipník nad Bečvou, mort le 17 mai 1895 à Vienne) est un entrepreneur autrichien, président de l'Israelitische Kultusgemeinde Wien de 1891 à 1892.

## Biographie
Né dans une famille pauvre, Wilhelm Gutmann souhaite devenir professeur et étudier la théologie. Cependant, la mort prématurée de son père l'oblige à travailler pour sa mère et ses frères. Au début des années 1850, il se lance dans le commerce de charbon qui commence à prospérer. En 1853, il fonde avec son frère cadet David une entreprise achetant du charbon d'Ostrava. En quelques années, elle s'étend sur toute l'Autriche-Hongrie.
Ils se rapprochent d'Anselm von Rothschild pour fonder l'aciérie de Vítkovice en 1865. Très vite, elle devient un modèle social en donnant des maisons aux travailleurs, en créant des écoles pour les enfants ainsi qu'une pension de maladie et de retraite.
Il s'associe ensuite avec d'autres grands patrons comme Josef von Miller zu Aichholz, la famille Kuffner et Alexander von Schoeller. Après le charbon et l'acier, l'entreprise Gebrüder Gutmann se lance dans la fabrication de sucre et d'alcool, de soude, de jute, de cellulose et de chamotte.
Wilhelm von Gutmann fait construire sur la Beethovenplatz un palais entre 1869 et 1871 par l'architecte Carl Tietz dans un style néo-Renaissance. Après une villa d'été à Baden par Alexander Wielemans von Monteforte et Hugo Zimmermann, il rachète un grand terrain à Gföhl où se trouvent les châteaux de Droß et de Jaidhof qu'il fait réaménager par Max von Ferstel.
Par ailleurs, il crée avec son frère une société théologique juive et un orphelinat pour les filles israélites à Döbling. Il apporte son soutien à d'autres projets caritatifs, comme la création d'une pédiatrie à la polyclinique de Vienne. Pour leur humanisme, ils sont faits en 1878 chevaliers de l'ordre de la Croix de fer.
Wilhelm von Gutmann est également membre du Landtag de Basse-Autriche et de 1878 à 1884 membre de la Chambre de Commerce et d'Industrie (Kammerrat).
En 1891, il publie ses mémoires Aus meinem Leben. En 1895, il meurt et se fait enterrer dans la partie juive du cimetière central de Vienne, sous un grand mausolée néogothique dessiné par Max Fleischer.

## Famille
Wilhelm Gutmann fait un premier mariage avec Leonore Latzko qui lui donne comme enfants Berthold, Max et Rosalie. Après la mort de sa femme en 1867, il épouse Ida Wodianer, la fille de l'éditeur et imprimeur Philipp (Fülöp) Wodianer. Il aura quatre autres enfants : Marianne, Moritz, Élisabeth surnommée Elsa et Rudolf.
Elsa épouse en 1929 le prince régnant François Ier de Liechtenstein et devient ainsi princesse consort d'un état souverain. Marianne se marie avec le sioniste anglais Sir Francis Abraham Montefiore.